# Saartjie Baartman
Saartjie Baartman (engelsk: Sarah Baartman, bedre kendt som Hottentot-Venus, engelsk: Hottentot-Venus, fransk: Vénus hottentote. "Saartjie" er afrikaans diminutiv af "Sarah" og kan oversættes som "Lille-Sarah") (ca.1789 i Sydafrika – 29. december 1815 i Paris) var en Khoi San-kvinde (Hottentot) fra det nuværende Sydafrika der i Europa blev kendt under navnet Hottentot-Venus da hun udstillet som seksuel misfoster og eksempel på "de vilde sorte".

## Biografi
Saartjie Baartman var født i nærheden af floden Gamtoos i hvad der nu er i Sydafrikas Øst-Kapprovins. Hun tilhørte Khoi, Khoi Khoi eller Khoi San-folket. Hendes oprindelige Khoi San navn er ukendt. Hun var kendt som "Saartjie" eller "Saartjee" på afrikaans og "Sarah" på engelsk. Hun havde to brødre og fire søstre. Hendes mor døde i en tidlig alder, da Saartjie var omkring 1 eller 2 år, og som teenager blev hun gjort forældreløs da faren og en forlovede blev dræbt i en kolonikrig.
En hollandsk landmand ved navn Pieter Willem Cesars tog herefter Saartjie Baartman med til Cape Town, hvor hun arbejdede som barnepige for hans bror Hendrick Cezar, indtil en engelsk læge ved navn William Dunlop opdagede hende og overtalte hende til at rejste med tilbage til England for at fremvise hendes specielle krop mod betaling. Capes guvernør Lord Caledon gav tilladelse til rejsen, men fortrød senere da han fandt ud af hvad formålet med rejsen skulle være. Saartjie Baartman sejlede mod London i 1810.

## Storbritannien
Saartjie rejste omkring Storbritannien og fremviste mod betaling sin, for europæere, meget usædvanlige kropsfigur. I linje med Khoi San-folkets specielle kropsopbygning, havde hun en ekstremt forstørret bagdel (kendt som steatopygi) som tilskuerne kunne få lov at røre mod ekstra betaling, og rygter om forlængede nedhængende kønslæber (kendt som hottentotforklæde). Hun optrådte og blev kendt under navnet Hottentot-Venus.
Hendes opvisninger skabte skandale. Kun kort tid før (i 1807) var slaveriet blevet ophævet og abolitionstilhængere krævede nu højlydt hun blev sat fri. Imidlertid oplyste hun ved en efterfølgende retssag (på hollandsk som hun talte flydende) at hun var i England helt frivilligt, og fik halvdelen af indtægterne for fremvisningerne.

## Frankrig
Senere rejste hun til Paris, hvor hun optrådte i 15 måneder og blev fremvist nøgen og undersøgt af flere franske videnskabsmænd og malet af videnskabsmalere.
Hun døde den 29. december 1815, muligvis af kopper, lungebetændelse eller syfilis.

## Efterspil
Efter Saartjie død blev hendes skelet, hjerne og kønsdele opbevaret og fremvist på Musée de l'Homme (Menneskets museum) indtil 1974, hvor de blev fjernet fra udstillingen og gemt af vejen. I løber af 1940 var der sporadiske forsøg på at få hende transporteret tilbage til Sydafrika, men sagen fik først rigtig omtale efter at biologen Stephen Jay Gould publicerede en beretning, Hottentot-Venus’en i 1982. Efter at Nelson Mandela blev præsident af Sydafrika i 1994, begærede han formelt Frankrig om at returnere hendes legemsdele. Efter en del diskussion og debat i det franske parlament, Assemblée Nationale, som frygtede det ville skabe præcedens for andre landes krav om tilbagelevering af andre historiske effekter, gik Frankrig med til begæringen den 6. marts 2002. I maj 2002 fik hun en kristen begravelse ved floden Gamtoos hvor hun var født 213 år forinden.
Den tidligere sag med knoglerne fra den grønlandkse inuit Minik Wallace der blev returneret til Grønland i 1993 kan have hjulpet med til at lette Saartjie tilbagevending til hendes hjemland i Sydafrika.

## Dokumentar
- Who Is Sara Baartman? Every black woman should know her name